# Ruth Plumly Thompson
Ruth Plumly Thompson (Filadelfia, Pensilvania; 27 de julio de 1891-6 de abril de 1976) fue una escritora y columnista estadounidense de cuentos infantiles, conocida por escribir varias novelas de Oz, la tierra ficticia de la novela clásica infantil de L. Frank Baum El maravilloso Mago de Oz y sus secuelas.

## Vida y obras
Lectora ávida de libros de Baum y escritora para niños durante toda su vida, comenzó su carrera como escritora en 1914, cuando empezó a trabajar con el Philadelphia Public Ledger, que escribía la columna semanal para niños del periódico. Ya había publicado su primer libro para niños, The Perhappsy Chaps, y su segundo libro, The Princess of Cozytown, estaba pendiente de publicación cuando William Lee, vicepresidente de la editorial de Baum Reilly & Lee, le pidió a Thompson continuar con la serie de Oz.
(Los rumores entre los fanáticos de que Thompson era sobrina de Baum eran falsos). Durante el periodo 1921-1939, escribió un libro de Oz al año (Thompson fue el principal apoyo de su madre viuda y su hermana inválida, por lo que los ingresos anuales de los libros de Oz fueron importante para amortiguar sus problemas financieros).
Las contribuciones de Thompson a la serie Oz son alegres e imaginativas, con una amplia gama de personajes pintorescos e inusuales. Sin embargo, hay un tema en particular que se repite una y otra vez a lo largo de sus novelas, con poca variación. Normalmente, en cada una de las novelas de Oz de Thompson, un niño (por lo general de Estados Unidos) y un compañero sobrenatural (por lo general un animal que habla),  se encuentran en una comunidad oscura donde los habitantes se dedican a una sola actividad, mientras que viajan a través de Oz o alguna de las regiones vecinas. Los habitantes de esta comunidad capturan a los viajeros, y los obligan a participar en esta misma actividad.
Otro tema importante es que sus personajes de edad avanzada, el más polémico la Bruja Buena del Norte, son restaurados a una edad "casadera", posiblemente porque Thompson ella nunca se casó. Ella tendía a utilizar historias de amor romántico (Las cuales Baum suele evitar en sus cuentos de hadas, salvo en cuatro excepciones). Mientras que los niños protagonistas de Baum tendían a ser niñas, los de Thompson eran varones.  Hizo referencia al humor en mayor grado cosa que Baum rara vez hizo, y siempre consideró su trabajo para los niños, mientras que Baum,  a pesar de que tenía en cuenta su audiencia infantil, sabía también que tenía lectores de todas las edades.
La última historia de Thompson, The Enchanted Island de Oz (1976), no fue escrita originalmente como un libro de Oz.

## Libros de Oz escritos por Thompson
- 1921: The Royal Book of Oz
- 1922: Kabumpo in Oz
- 1923: The Cowardly Lion of Oz
- 1924: Grampa in Oz
- 1925: The Lost King of Oz
- 1926: The Hungry Tiger of Oz
- 1927: The Gnome King of Oz
- 1928: The Giant Horse of Oz
- 1929: Jack Pumpkinhead of Oz
- 1930: The Yellow Knight of Oz
- 1931: Pirates in Oz
- 1932: The Purple Prince of Oz
- 1933: Ojo in Oz
- 1934: Speedy in Oz
- 1935: The Wishing Horse of Oz
- 1936: Captain Salt in Oz
- 1937: Handy Mandy in Oz
- 1938: The Silver Princess in Oz
- 1939: Ozoplaning with the Wizard of Oz
- 1971: Yankee in Oz
- 1976: The Enchanted Island of Oz

Una breve colección de poesía Oz de Thompson, The Cheerful Citizens of Oz, fue publicada en 1992.

## Otros libros escritos por Thompson
- The Perhappsy Chaps, P.F. Volland Co. (1918)
- The Princess of Cozytown, P.F. Volland Co. (1922)
- The Curious Cruise of Captain Santa, Reilly y Lee (1926)
- King Kojo,  illustrated por Marge(caricaturista), Donald MacKay (1938)
- The Wizard of Way-Up and Other Wonders, Club Internacional del Mago de Oz (1985)
- Sissajig and Other Surprises, International Wizard of Oz Club (2003).